# Inter Mirifica
Inter Mirifica è un decreto del Concilio Vaticano II sugli strumenti di comunicazione sociale.

Venne approvato con 1960 voti favorevoli e 164 contrari dai vescovi riuniti in Concilio e fu promulgato dal papa Paolo VI il 4 dicembre 1963, nella seconda sessione.

Il titolo Inter Mirifica significa dal latino: Tra le meraviglie e deriva dalle prime parole del decreto stesso.
Il decreto Inter Mirifica parla dei mezzi di comunicazione sociale, anche detti mass media.
In merito ai mesi di comunicazione sociale (televisione, radio, carta stampata), il documento afferma che essi sono eticamente neutrali e che possono parimenti essere posti al servizio di Dio oppure del Diavolo, a seconda di coloro che li utilizzano.

## Contenuto
- Introduzione
- Capitolo I - La dottrina della Chiesa
- Capitolo II - L'azione pastorale della Chiesa
- Conclusione